# Baburam Bhattarai
Baburam Bhattarai (18 de junio de 1954) es un político de Nepal, fue primer ministro del mismo país desde 2011 a 2013 y es el actual presidente del Partido Socialista de Nepal. Su partido comenzó en 1996 durante la guerra de guerrillas que logró cambiar el sistema político de Nepal.